# Cal Malet (Sant Pere Sallavinera)
Cal Malet és una masia situada al municipi de Sant Pere Sallavinera, a la comarca catalana de l'Anoia.